# Хуторок (Вологодская область)
Хуторок — деревня в Череповецком районе Вологодской области.
Входит в состав Абакановского сельского поселения, с точки зрения административно-территориального деления — в Абакановский сельсовет.
Расстояние по автодороге до районного центра Череповца — 36 км, до центра муниципального образования Абаканово — 7 км. Ближайшие населённые пункты — Старина, Киселево, Казимир.
По переписи 2002 года население — 4 человека.